# Baldassare d'Este
Baldassare d'Este, ou Baldassare Estense (Régio da Emília, 1443 – Ferrara, 1504), foi um pintor renascentista da região de Ferrara.
Este artista pode corresponder ao pintor anónimo referido como "Vicino da Ferrara".

## Biografia
Baldassare d'Este nasceu em Régio da Emília e é considerado um descendente ilegítimo da Casa de Este. De facto, nenhuma menção ao nome do seu pai aparece nos registros contemporâneos, embora se chamasse "Estensis" e recebia uma promoção e prémios inusitados dos Duques de Ferrara.
Baldarre d'Este foi aluno de Cosimo Tura e também fabricou medalhas. Em 1469, pintou o retrato de Borso I e recebeu ordem para o apresentar pessoalmente ao Duque de Milão Galéas Marie Sforza. Entre 1471 a 1504, foi funcionário assalariado da corte de Ferrara residindo primeiro no Castel Nuovo, para a qual pintou uma tela, hoje perdida, depois no Castel Tedaldo, da qual foi governador. Em 1483 pintou o retrato do poeta Tito Strozzi, mais tarde na coleção Costabili em Ferrara. O seu testamento, datado de 1500, está nos arquivos de Ferrara, mas a data exata da sua morte é desconhecida.

O historiador de arte Roberto Longhi especulou que Baldassare d'Este também seria o mestre anônimo a que se refere como "Vicino da Ferrara".

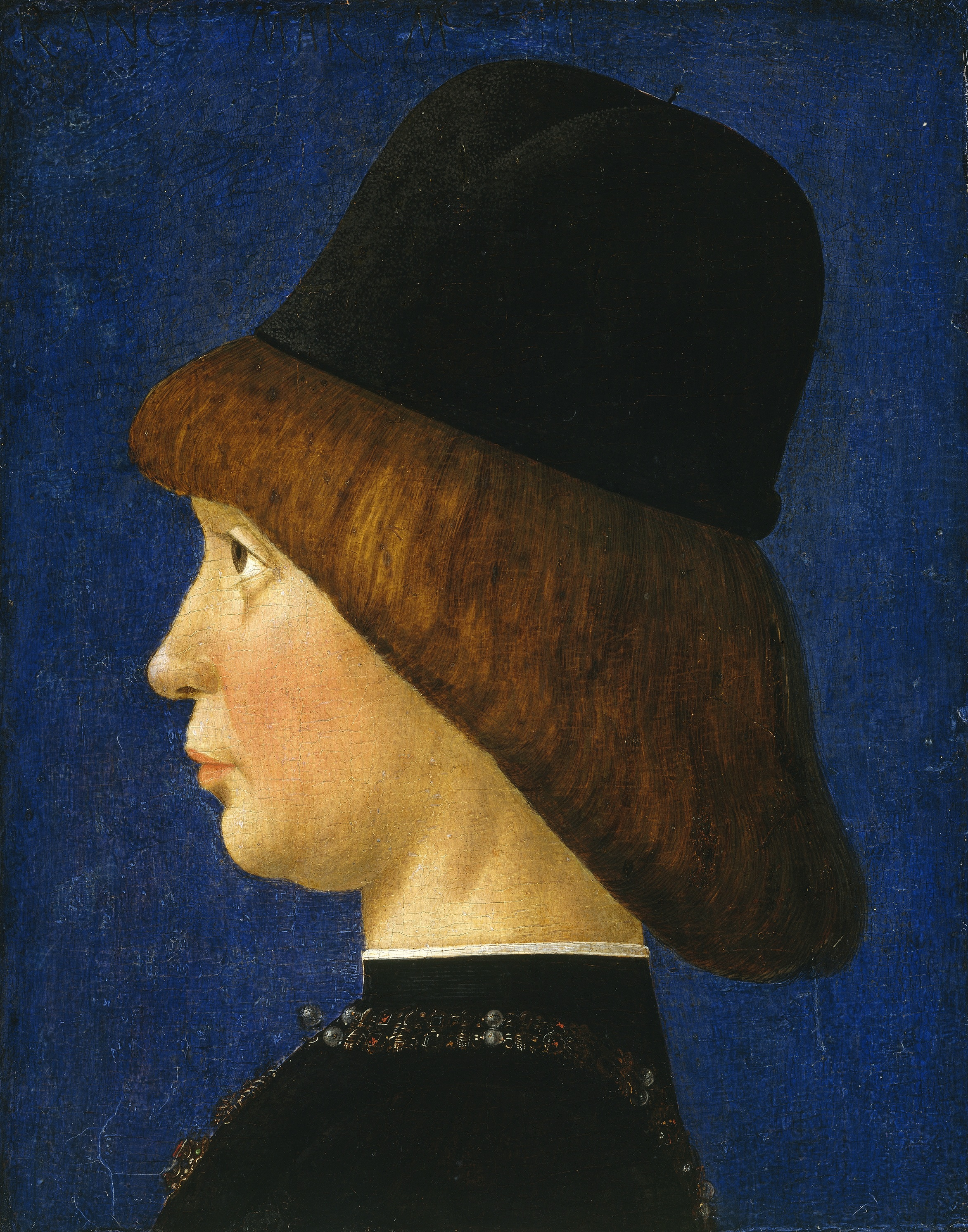
Francisco II Gonzaga, Marquês de Mântua, c.1474-1480 (National Gallery of Art, Washington).
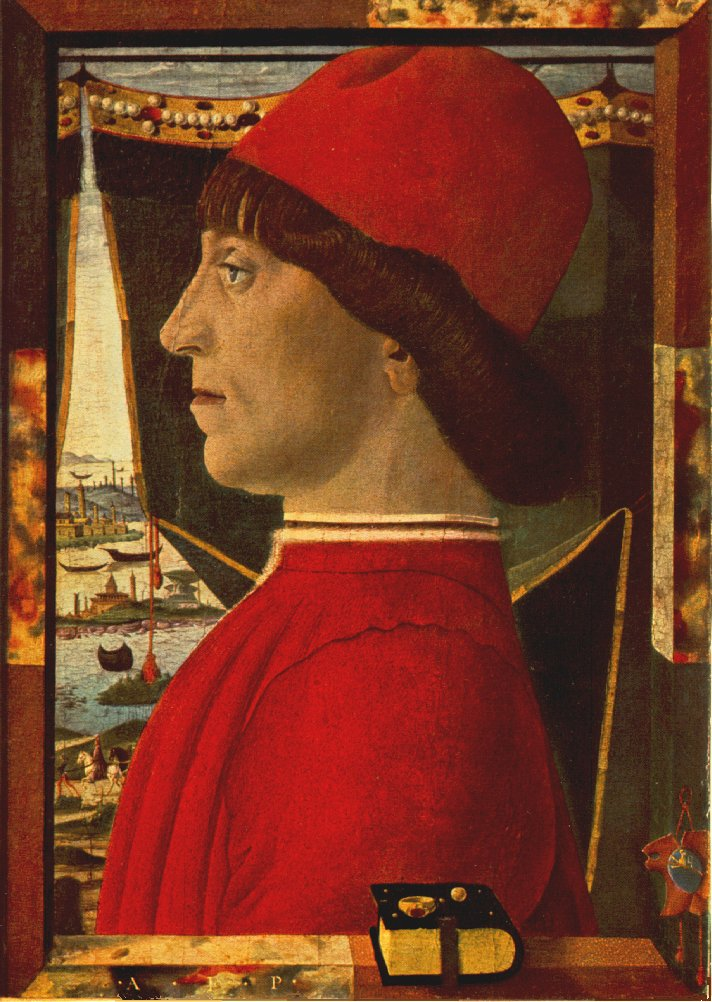
Retrato de um jovem (Museu Correr, Veneza).
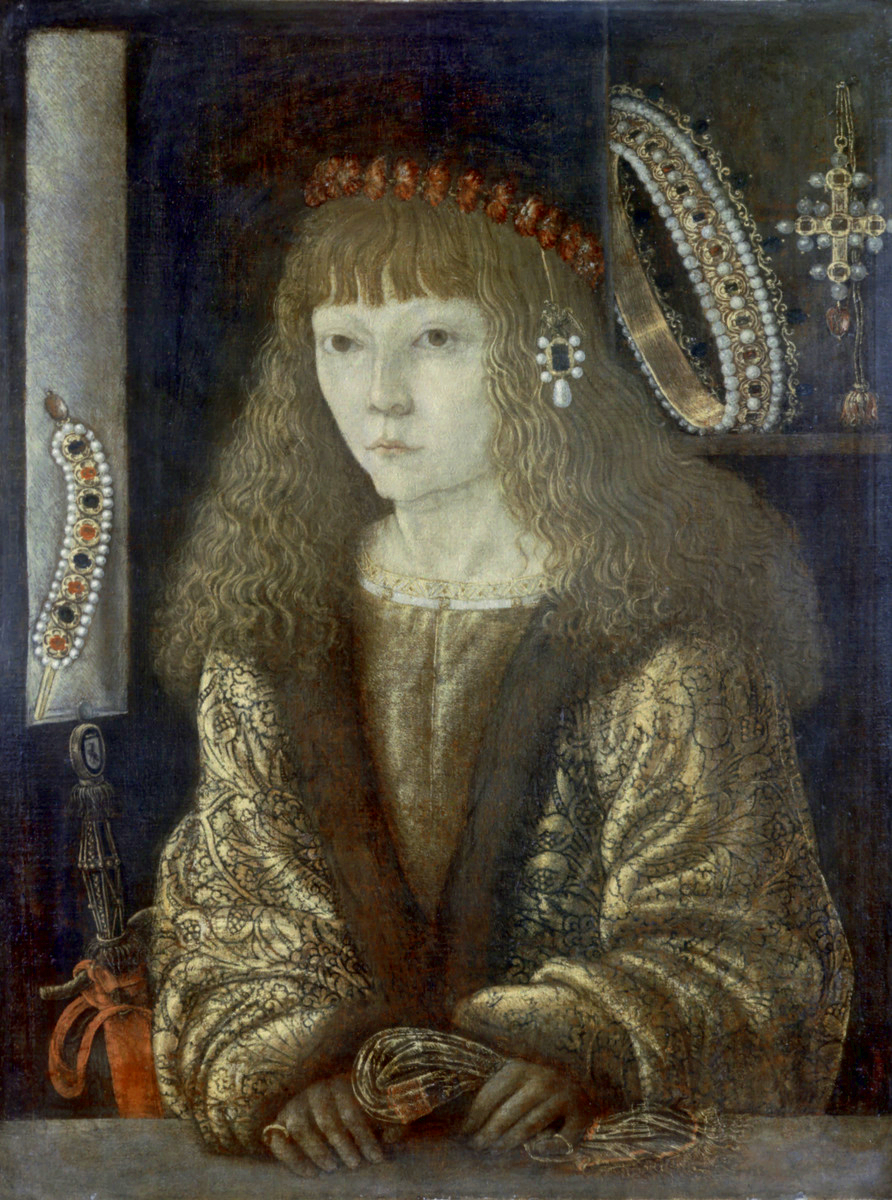
John Corvinus, 1486 (Alte Pinakothek, Munique).